# Primrose (Nebraska)
Primrose és una població dels Estats Units a l'estat de Nebraska. Segons el cens del 2000 tenia 69 habitants.

## Demografia
Segons el cens del 2000, Primrose tenia 69 habitants, 31 habitatges, i 19 famílies. La densitat de població era de 95,1 habitants per km².
Dels 31 habitatges en un 25,8% hi vivien nens de menys de 18 anys, en un 48,4% hi vivien parelles casades, en un 6,5% dones solteres, i en un 38,7% no eren unitats familiars. En el 32,3% dels habitatges hi vivien persones soles el 22,6% de les quals corresponia a persones de 65 anys o més que vivien soles. El nombre mitjà de persones vivint en cada habitatge era de 2,23 i el nombre mitjà de persones que vivien en cada família era de 2,79.
Per edats la població es repartia de la següent manera: un 20,3% tenia menys de 18 anys, un 7,2% entre 18 i 24, un 27,5% entre 25 i 44, un 15,9% de 45 a 60 i un 29% 65 anys o més.
L'edat mediana era de 40 anys. Per cada 100 dones de 18 o més anys hi havia 89,7 homes.
La renda mediana per habitatge era de 28.750 $ i la renda mediana per família de 40.000 $. Els homes tenien una renda mediana de 27.083 $ mentre que les dones 18.438 $. La renda per capita de la població era de 12.831 $. Aproximadament el 12,5% de les famílies i el 14,9% de la població estaven per davall del llindar de pobresa.

## Poblacions més properes
El següent diagrama mostra les poblacions més properes.